# Marylebone
Marylebone, undertiden også St. Marylebone eller Mary-le-bone, er et velstående område i det centrale London, nærmere bestemt i City of Westminster. Området afgrænses af Oxford Street mod syd, Marylebone Road mod nord, Edgware Road mod vest og Portland Place mod øst. Marylebone er et populært bosætningsområde, ikke mindst efter åbningen af London Undergrounds Jubilee Line i 1979. I den vestlige del af området bor mange arabere, hvilket præger både butikkerne og restauranterne.
Navnet refererer til en kirke i området; St. Marylebone Parish Church, der er viet til Jomfru Maria, og som blev bygget ved en lille bæk, en bourne. Området omkring kirken blev med tiden kendt som St. Mary at the bourne – hvilket blev til Marylebone.
Oprindeligt var Marylebone fra 1899 til 1965 en selvstændig bydel. Marylebone blev derefter lagt sammen med Paddington og Westminster.
Charles Dickens, John Lennon, Paul McCartney, Madonna, Jimi Hendrix, Noel Gallagher og Yoko Ono har alle boet i Marylebone.

## Geografi
Områder og seværdigheder i Marylebone inkluderer:
- All Souls Church, Langham Place (designet af John Nash)
- Asia House, New Cavendish Street
- Baker Street (inklusive den fiktive 221B Baker Street)
- Broadcasting House (BBC's hovedkvarter)
- Bryanston Square
- Duke Street, Marylebone
- Harley Street
- Hinde Street Methodist Chapel
- Holy Trinity Church, Marylebone (designet af Sir John Soane)
- Hyde Park
- Langham Hotel, London (bygget i 1860'erne)
- London Business School, grundlagt i 1964
- Madame Tussaud's
- Manchester Square (georgiansk plads)
- Marble Arch
- Marylebone High Street
- Montagu Square (Regency-plads)
- Regent's Park (hvor London Zoo ligger)
- Royal Academy of Music
- Royal Institute of British Architects
- Selfridges Department Store
- St. James's, Spanish Place
- St Peter, Vere Street (designet i 1722 af James Gibbs)
- University of Westminster
- Wallace Collection
- West London Mission på 19 Thayer Street
- Wigmore Hall
- Wigmore Street
- Wyndham Place